# 아시엔다
아시엔다(스페인어: hacienda)는 스페인어로 일반적으로는 평야지대에 자리잡은 거대한 농장을 뜻하는 단어이나 폭 넓게 대항해시대 중남미에서 대토지 소유제도를 지칭하는 말이다.

## 개요
대항해시대 스페인의 정복자들은 원주민의 토지나 미개척지를 정복자들에게 나누어 주었다. 정복자들은 신대륙에서 여러 가지 방법으로 땅을 획득했다. 왕실로부터 토지를 하사받거나 원주민으로부터 땅을 매입하는 합법적인 방법에서부터 왕실 소유인 미개간 토지를 불법으로 점유하거나 원주민의 땅을 약탈하는 비합법적인 방법까지 그 방법은 매우 다양했다. 이들의 소유지에는 자연스레 대규모의 농장이 형성되었다.
이들 대규모 농장을 아시엔다라고 불렀다. 아시엔다는 처음엔 정복자들의 손에서 상인에게 다시 예수회 선교사들에게 팔려나갔다.
아시엔다에는 당시 유럽에서 인기를 끌던 커피나 설탕의 원료인 사탕수수 등을 재배했고, 이들 아시엔다에서 생산된 물품은 유럽에서 큰 인기를 끌고 고가에 팔려 나갔다. 이 때문에 아시엔다를 경영하면 누구나 거부가 될 수 있었고, 이는 대항해시대를 촉발시킨 한 힘이 되기도 했다.

## 노예 무역과 발전
이들 아시엔다 농장은 자급자족경제를 지향하고 노동력은 주로 노예에 의하는 등 반봉건적·전근대적 성격이 강했다. 아시엔다가 발전함에 따라 노동력이 필요해 지고 이를 충족시키기 위해 아프리카에서 노예들을 잡아들여 판매하는 노예무역도 더욱 활발하게 진행되었다.
16세기 말 이래 제국주의와 식민지 시대를 통하여 더욱 발전하여 중남미의 대표적인 토지 소유 형태가 된다. 특히 19세기 말에는 인디오 공유지의 흡수·합병, 교회 소유지의 구입, 공유지의 불하정책 등으로 중남미의 전형적인 토지소유 형태가 되었다.

## 아시엔다의 노동력
아시엔다의 노동력은 강제노역에 시달리는 흑인 노예들이나 미타요스(mitayos, 강제 노역을하는 원주민), 야나코나스(yanaconas, 선대로부터 자식에게로 계승되는 예속된 직능전문가)들로 구성되었다.
이들 노예들과 원주민들은 농장주인 밑에서 짐승처럼 취급받기 일쑤였다.
농장주인들은 대부분 예수회 사제들이 운영하는 경우가 많았다.
《신들의 열매, 초콜릿》에서는 예수회 사제들이 농장의 노예들을 짐승처럼 대우하는 모습을 이렇게 묘사하고 있다.
"수만 명의 원주민들은 교단이 정한 지역으로 강제 이동되어 생활과 노동 모두 통제를 받았다. 이들의 노동으로 얻은 담배, 가죽, 면화로 교단은 어마어마한 경제적 이익을 누렸다. 예수회 신부들은 원주민들의 생활을 대단히 엄격하게 통제 하였는데 심지어 매일 밤 종을 울려 남자들로 하여금 아내들에게 중요한 의무를 수행해야 할 시간임을 알려 주었다고 한다. 그러나 인간에게 행한 이 ‘파블로브의 개’와 같은 이런 실험이 제대로 기능을 발휘했는 지는 분명하지 않다."

## 아시엔다의 분류
아시엔다(hacienda)는 아르헨티나, 에콰도르, 멕시코 같이 스페인의 지배를 받았던 나라들의 대토지 소유제 중심의 대규모 농장을 가리키고, 그 외에 아르헨티나 중부, 우루과이, 브라질 남부 같은 지역의 대평원(팜파스)에서 가축 등의 사육을 중심으로 하는 농장을 가리키는 에스탄시아(estancia)나 브라질의 커피 생산 농장을 중심으로 하는 파젠다(fazenda)도 있다. 아시엔다는 식민지시대 멕시코를 일컫는 누에바에스파냐 중부 지방에 집중적으로 분포하였고, 입지결정에는 건조한 환경에서 필수적으로 요구되는 식수 및 농업용수가 깊이 관여하였으며, 수행하는 내부 경제출동의 종류에 따라 곡물아시엔다, 가축아시엔다, 광산아시엔다, 아네킨아시엔다 등 다양한 유형으로 분류된다.

## 같이 보기
- 엔코미엔다
- 에스탄시아
- 봉건제
- 미타 (노예제)
- 플랜테이션
- 목장
- 고대 로마의 빌라
- 라티푼디움